# コパ・アメリカ1979
南アメリカのサッカーのナショナルチームが参加するコパ・アメリカの1979年大会は7月18日から12月12日まで開催された。

## 1回戦
3チームずつ3つの組に分けられ、各チームがグループ内の他のチームと2回（ホーム・アンド・アウェー）対戦した。勝利には勝ち点2、引き分けには勝ち点1が与えられ、負けには勝ち点は与えられない。各グループの1位が準決勝に進む。

### グループA
| チーム     | 試 合 | 勝 利 | 引 分 | 敗 戦 | 得 点 | 失 点 | 差  | 勝 点 |
| ---------- | ----- | ----- | ----- | ----- | ----- | ----- | --- | ----- |
| チリ       | 4     | 2     | 1     | 1     | 10    | 2     | +8  | 5     |
| コロンビア | 4     | 2     | 1     | 1     | 5     | 2     | +3  | 5     |
| ベネズエラ | 4     | 0     | 2     | 2     | 1     | 12    | −11 | 2     |

| August 1, 1979 |

| ベネズエラ | 0–0 | コロンビア |
|            |     |            |

| エスタディオ・ポリデポルティボ・デ・プエブロ・ヌエボ、サンクリストバル 観客数: 18,000 主審: ルイス・バランコス |

| August 8, 1979 |

| ベネズエラ      | 1–1 | チリ          |
| カルバハル 70分 |     | パレード 81分 |

| エスタディオ・ポリデポルティボ・デ・プエブロ・ヌエボ、サンクリストバル 観客数: 14,000 主審: セサル・パガノ |

| August 15, 1979 |

| コロンビア    | 1–0 | チリ |
| ディアス 21分 |     |      |

| エスタディオ・エル・カンピン、ボゴタ 観客数: 45,000 主審: ロムアウド・アルッピ・フィーリョ |

| August 22, 1979 |

| コロンビア                                                        | 4–0 | ベネズエラ |
| イグアラン 17分 · バルベルデ 53分 · チャパーロ 59分 · モロン 86分 |     |            |

| エスタディオ・エル・カンピン、ボゴタ 観客数: 30,000 主審: カルロス・エスポシト |

| August 29, 1979 |

| チリ                                                                             | 7–0 | ベネズエラ |
| パレード 3分, 59分 · リバス 38分, 54分 · ベリス 76分 · ソト 80分 · ヤニェス 84分 |     | パエス     |

| エスタディオ・ナシオナル、サンティアゴ・デ・チレ 観客数: 70,000 主審: エンリケ・ロボ |

| September 5, 1979 |

| チリ                          | 2–0 | コロンビア |
| カセリー 14分 · パレード 58分 |     |            |

| エスタディオ・ナシオナル、サンティアゴ・デ・チレ 観客数: 85,000 主審: ウィルフレード・カセレス |

### グループB
| チーム       | 試 合 | 勝 利 | 引 分 | 敗 戦 | 得 点 | 失 点 | 差 | 勝 点 |
| ------------ | ----- | ----- | ----- | ----- | ----- | ----- | -- | ----- |
| ブラジル     | 4     | 2     | 1     | 1     | 7     | 5     | +2 | 5     |
| ボリビア     | 4     | 2     | 0     | 2     | 4     | 7     | −3 | 4     |
| アルゼンチン | 4     | 1     | 1     | 2     | 7     | 6     | +1 | 3     |

| July 18, 1979 |

| ボリビア              | 2–1 | アルゼンチン |
| レイナルド 29分, 66分 |     | ロペス 5分   |

| エスタディオ・エルナンド・シレス、ラパス 観客数: 40,000 主審: オクタビオ・シエラ |

| July 26, 1979 |

| ボリビア                     | 2–1 | ブラジル                 |
| アラゴネス 36分 (pen.), 63分 |     | ディナミッチ 30分 (pen.) |

| エスタディオ・エルナンド・シレス、ラパス 観客数: 40,000 主審: オクタビオ・サンチェス |

| August 2, 1979 |

| ブラジル                 | 2–1 | アルゼンチン  |
| ジーコ 2分 · チッタ 54分 |     | コスチア 29分 |

| エスタジオ・ド・マラカナン、リオデジャネイロ 観客数: 130,000 主審: エディソン・ペレス |

| August 8, 1979 |

| アルゼンチン                                     | 3–0 | ボリビア |
| パサレラ 1分 · ガスパーリ 15分 · マラドーナ 65分 |     |          |

| エスタディオ・ホセ・アマルフィターニ、ブエノスアイレス 観客数: 30,000 主審: セルヒオ・バスケス |

| August 16, 1979 |

| ブラジル                  | 2–0 | ボリビア |
| チッタ 46分 · ジーコ 90分 |     |          |

| エスタジオ・ド・モルンビ、サンパウロ 観客数: 50,000 主審: ホセ・ベルガラ・ゲレーロ |

| August 23, 1979 |

| アルゼンチン                             | 2–2 | ブラジル                              |
| パサレラ 38分 · ディアス 71分 · ガジェゴ |     | ソクラテス 17分, 65分 (pen.) · ジーコ |

| エスタディオ・モヌメンタル、ブエノスアイレス 観客数: 68,000 主審: ロケ・ケルージョ |

### グループC
| チーム     | 試 合 | 勝 利 | 引 分 | 敗 戦 | 得 点 | 失 点 | 差 | 勝 点 |
| ---------- | ----- | ----- | ----- | ----- | ----- | ----- | -- | ----- |
| パラグアイ | 4     | 2     | 2     | 0     | 6     | 3     | +3 | 6     |
| ウルグアイ | 4     | 1     | 2     | 1     | 5     | 5     | 0  | 4     |
| エクアドル | 4     | 1     | 0     | 3     | 4     | 7     | −3 | 2     |

| August 29, 1979 |

| エクアドル                     | 1–2    | パラグアイ                      |
| トーレス・ガルセス 64分 (pen.) | Report | タラベラ 22分 · ソラリンデ 77分 |

| エスタディオ・オリンピコ・アタウアルパ、キト 観客数: 45,000 主審: カルロス・エスポシト |

| September 5, 1979 |

| エクアドル                    | 2–1    | ウルグアイ                                     |
| テノリオ 6分 · アラルコン 9分 | Report | ビクトリーノ 79分 (pen.) · カスティージョ 65分 |

| エスタディオ・オリンピコ・アタウアルパ、キト 観客数: 30,000 主審: ロムアウド・アルッピ・フィーリョ |

| September 13, 1979 |

| パラグアイ                  | 2–0    | エクアドル |
| モレル 27分 · オソリオ 48分 | Report |            |

| デフェンソレール・デ・チャコ、アスンシオン 観客数: 25,000 主審: アベル・グネッコ |

| September 16, 1979 |

| ウルグアイ                                         | 2–1    | エクアドル                                  |
| ビカ 4分 · ビクトリーノ 57分 (pen) · マネイロ 78分 | Report | クリンゲル 77分 · グランダ 57分 · ロン 81分 |

| エスタディオ・センテナリオ、モンテビデオ 観客数: 25,000 主審: オスカル・スコウファーロ |

| September 20, 1979 |

| パラグアイ      | 0–0    | ウルグアイ |
| オベラール 35分 | Report |            |

| エスタディオ・ディフェンソーレス・デル・チャコ、アスンシオン 観客数: 25,000 主審: セルヒオ・バスケス |

| September 26, 1979 |

| ウルグアイ                     | 2–2    | パラグアイ        |
| ミラル 54分 (pen.) · パス 83分 | Report | モレル 34分, 88分 |

| エスタディオ・センテナリオ、モンテビデオ 観客数: 18,000 主審: エディソン・ペレス |

## ノックアウトラウンド

### 準決勝
| 10月17日 |

| ペルー        | 1–2 | チリ                |
| モスケラ 71分 |     | カセリー 36分, 76分 |

| エスタディオ・ナシオナル、リマ 観客数: 50,000 主審: ロムアウド・アルッピ・フィーリョ |

| 10月24日 |

| チリ | 0–0 | ペルー |
|      |     |        |

| エスタディオ・ナシオナル、リマ 観客数: 75,000 主審: フアン・ダニエル・カルデリーノ |

| 10月24日 |

| パラグアイ                  | 2–1 | ブラジル        |
| モレル 16分 · タラベラ 35分 |     | パリーニャ 69分 |

| エスタディオ・ディフェンソーレス・デル・チャコ、アスンシオン 観客数: 50,000 主審: ラモン・バレット |

| 10月31日 |

| ブラジル                                 | 2–2 | パラグアイ                |
| ファルカン 29分 · ソクラテス 61分 (pen.) |     | モレル 31分 · ロメロ 68分 |

| エスタジオ・ド・マラカナン、サンパウロ 観客数: 80,000 主審: カルロス・エスポシト |

### 決勝
| 11月28日 |

| パラグアイ                      | 3–0 | チリ |
| ロメロ 12分, 85分 · モレル 36分 |     |      |

| エスタディオ・ディフェンソーレス・デル・チャコ、アスンシオン 観客数: 40,000 主審: ルイス・グレゴリオ・ダ・ロッサ |

| 12月5日 |

| チリ        | 1–0 | パラグアイ |
| リバス 10分 |     |            |

| エスタディオ・ナシオナル・デ・チレ、サンティアゴ 観客数: 55,000 主審: ラモン・バレット |

### 決勝再試合
| 12月11日 |

| パラグアイ | 0–0 (a.e.t.) | チリ |
|            |              |      |

| エスタディオ・ホセ・アマルフィターニ、ブエノスアイレス 観客数: 6,000 主審: アルナウド・セーザル・コエーリョ |

3戦合計3-1で、パラグアイが優勝。